# Urteil des Bundesverfassungsgerichts zur automatisierten Kennzeichenerfassung
Das Urteil des Bundesverfassungsgerichts zur automatisierten Kennzeichenerfassung befasst sich mit der Frage, inwieweit die Kennzeichen von Kraftfahrzeugen zur Gefahrenabwehr und Verbrechensbekämpfung automatisch aufgezeichnet und ausgewertet werden dürfen.

## Sachverhalt
Mit ihren Verfassungsbeschwerden rügten die beiden Beschwerdeführer die Verletzung ihres Grundrechts auf informationelle Selbstbestimmung durch die Vorschriften des Hessischen Gesetzes über Sicherheit und Ordnung (HSOG) und des Landesverwaltungsgesetzes (LVwG) des Landes Schleswig-Holstein, die den Polizeibehörden die automatische Erfassung von Autokennzeichen erlaubten.

## Die Entscheidung
In seiner Entscheidung setzte sich das Gericht ausführlich mit dem Eingriff in den Schutzbereich auseinander. Es sprach sich für eine weite Auslegung des Schutzbereichs aus. Das Grundrecht auf informationelle Selbstbestimmung müsse dem technischen Fortschritt angepasst werden und auch informationsbezogene Maßnahmen der modernen Datenverarbeitung erfassen. Der Eingriff sei schon durch die Speicherung der Daten gegeben, nicht erst bei deren Verwendung. Dies begründeten die Richter damit, dass die Daten für einen ganz bestimmten Zweck gesammelt würden. In der Tatsache, dass die aufgezeichnete Information der Öffentlichkeit zugänglich sei, sah das Gericht kein Hindernis, da das Grundrecht auf informationelle Selbstbestimmung zumindest vor der automatisierten Informationserhebung und Speicherung mit der Möglichkeit zur Weiterleitung an andere staatliche Stellen schütze.
Einschränkend fügte das Gericht aber hinzu, dass eine Verletzung des Grundrechts dann nicht in Betracht käme, wenn die Daten
„[…] technisch wieder spurenlos, anonym und ohne die Möglichkeit, einen Personenbezug herzustellen, ausgesondert werden.“
Sofern die gewonnenen Informationen also nicht für längere Zeit gespeichert würden, sondern eine sofortige Verarbeitung zur Fahndung erfolge, sei das Recht auf informationelle Selbstbestimmung nicht beeinträchtigt.
Dann wandten sich die Richter der Frage zu, unter welchen Voraussetzungen eine Rechtfertigung in Frage käme. Hierbei legten sie besonderen Wert auf den Grundsatz der Verhältnismäßigkeit und der Bestimmtheit. Problematisch sei die Art, wie die Daten erhoben würden – nämlich in einer Weise, in die der Bürger keinen Einblick hat. Zudem machte das Gericht deutlich, dass die angegriffenen Regelungen hinsichtlich des Verwendungszwecks der gewonnenen Daten zu weit gefasst sei und führt hierzu aus
„Selbst wenn es möglich sein dürfte, einige der Bestimmtheitsdefizite durch Auslegung zu beseitigen, können die Mängel, insbesondere die fehlende Bestimmtheit des Verwendungszwecks, nicht insgesamt durch eine einengende verfassungskonforme Auslegung geheilt werden.“
Dies führt das Gericht dann bei der Prüfung der Verhältnismäßigkeit der Maßnahme dazu, einen Verstoß gegen das Übermaßverbot anzunehmen, da unter anderem nicht ausgeschlossen sei, dass die angegriffenen Vorschriften
„[…] anlasslos erfolgende oder […] flächendeckend durchgeführte Maßnahmen der automatisierten Erfassung und Auswertung von Kraftfahrzeugkennzeichnen ermöglichen.“
Im Ergebnis folgte das Bundesverfassungsgericht der Argumentation der Beschwerdeführer und erklärte die maßgeblichen Vorschriften für nicht mit dem Grundgesetz vereinbar und daher nichtig.